# Dysdera paganettii
Dysdera paganettii là một loài nhện trong họ Dysderidae.
Loài này thuộc chi Dysdera. Dysdera paganettii được Christa Deeleman-Reinhold miêu tả năm 1988.